# Iglesia vieja de Miravet
La Iglesia Vieja de Miravet, en la comarca de la Ribera del Ebro, provincia de Tarragona, España, es un templo católico que está catalogado como Bien Cultural de Interés Local con código identificativo: IPA-11520, según consta en Departamento de Cultura de la de la Generalidad de Cataluña. Se la conoce también como iglesia de la Virgen de Gracia, iglesia de Santa María y San Juan, e iglesia de la Natividad de la Virgen.

## Historia
La iglesia se asienta sobre los restos de una anterior mezquita, y se inició su construcción bajo la supervisión de la Orden del Hospital, en el siglo XVI.
Sufrió graves daños durante la guerra del 36, sobre todo durante la conocida Batalla del Ebro, de los que queda constancia su cúpula agujereada por la caída de un misil, aunque en la actualidad el hueco dejado por el mismo se ha tapiado con ladrillos, dejando a la vista la diferente fábrica con respecto al conjunto de la cúpula.
Tras su desconsagración, la iglesia ha pasado a constituir una sala polivalente, utilizada con frecuencia como sala de exposiciones, teniendo, entre otras obras de valor y de forma permanente, exposiciones sobre la historia de Miravet, como son una exposición fotográfica de los días de la guerra civil y otra sobre objetos de la vida cotidiana del pueblo Miravet templario, en la que se pueden contemplar, por ejemplo, cerámica miravetana.
También pueden contemplarse obras de Joaquín Mir, pintor catalán que impresionado por los Paisajes de la villa le dedicó su última etapa pictórica.

## Descripción

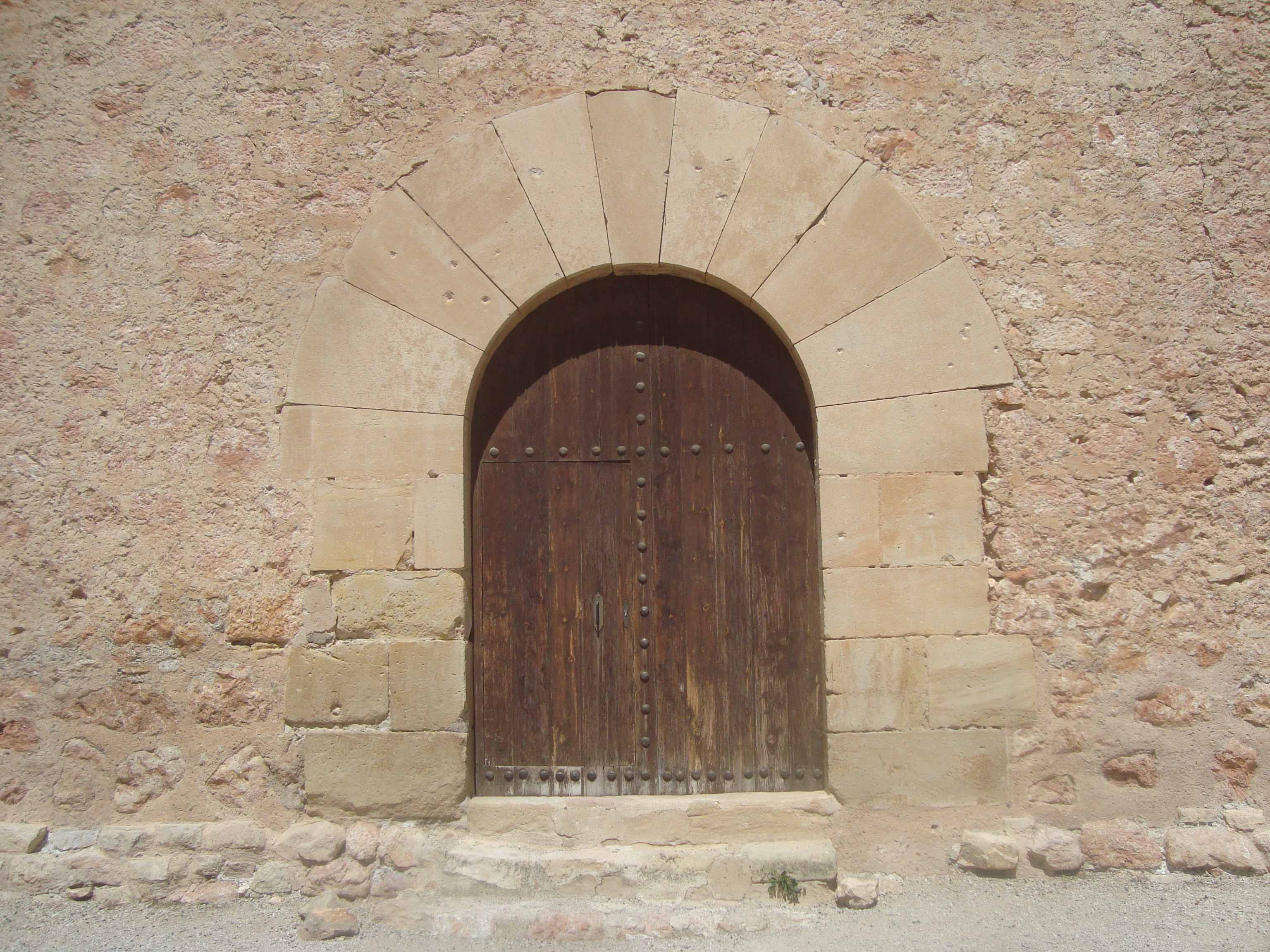
Iglesia Vieja de Miravet (Tarragona)

La iglesia en un primer momento siguió el estilo renacentista, pero al alargase su construcción fue incorporando elementos que comenzaban a tener más auge en el mundo del arte. Así, fue decorada con pinturas barrocas en el siglo XVIII, siendo los autores artistas locales. Tanto exteriormente como en su interior destaca el estilo renacentista puro, con un exterior de líneas rectas y escasa decoración, de fábrica de sillar. En la fachada sur, se puede ver una sencilla puerta de entrada con dintel con dovelas, en forma de arco de medio punto, de las mismas características que puede verse en la puerta lateral.

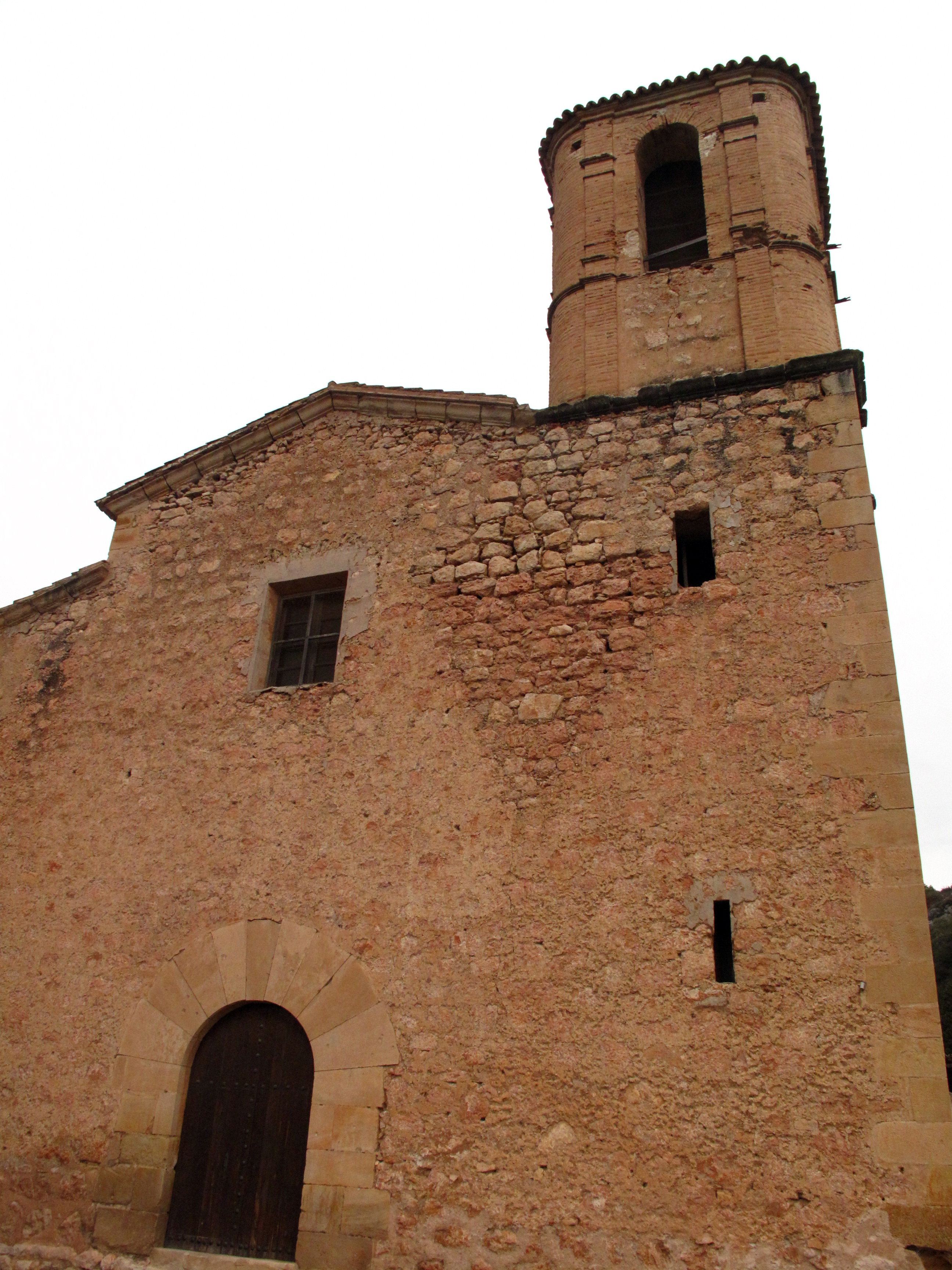
Fachada sur.
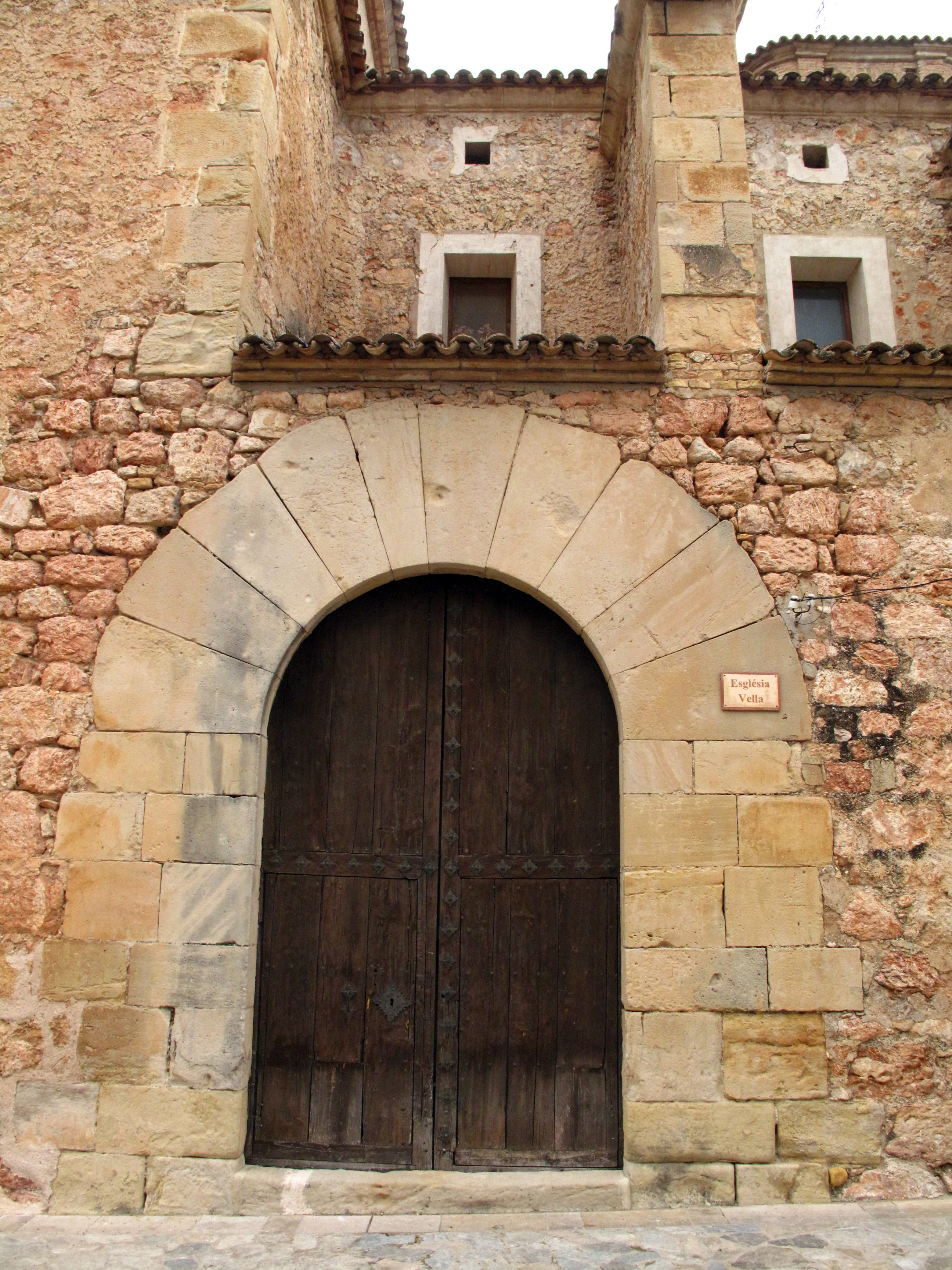
Entrada fachada lateral.
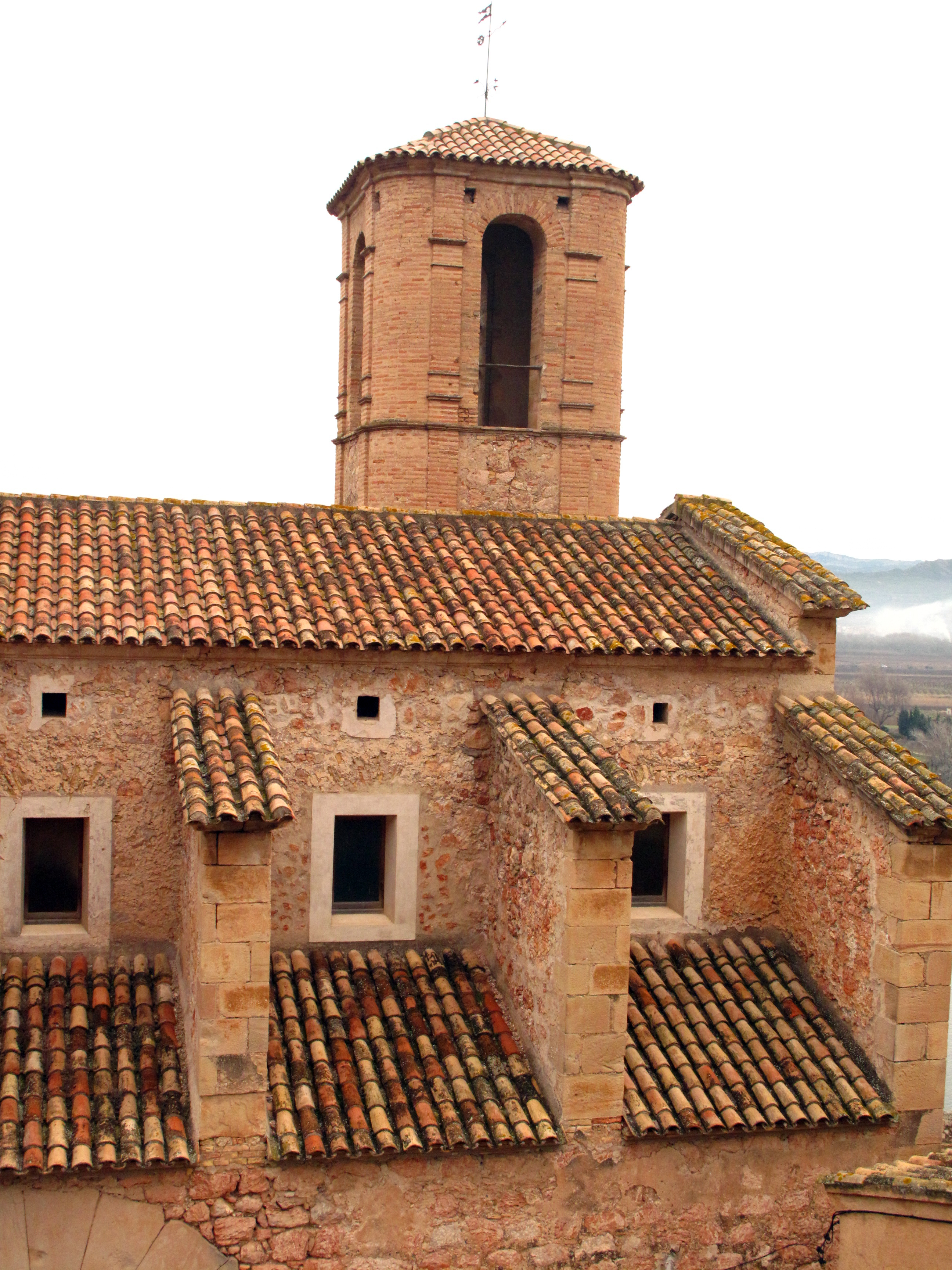
Detalle de las ventanas.

Presenta contrafuertes externos, y la iluminación interior se consigue a través de ventanas cuadradas que se abren en los laterales externos de la nave.
Respecto al interior, destacan las pinturas murales datadas en 1730, así como el altar románico, que es el original que había en la primitiva iglesia del castillo.

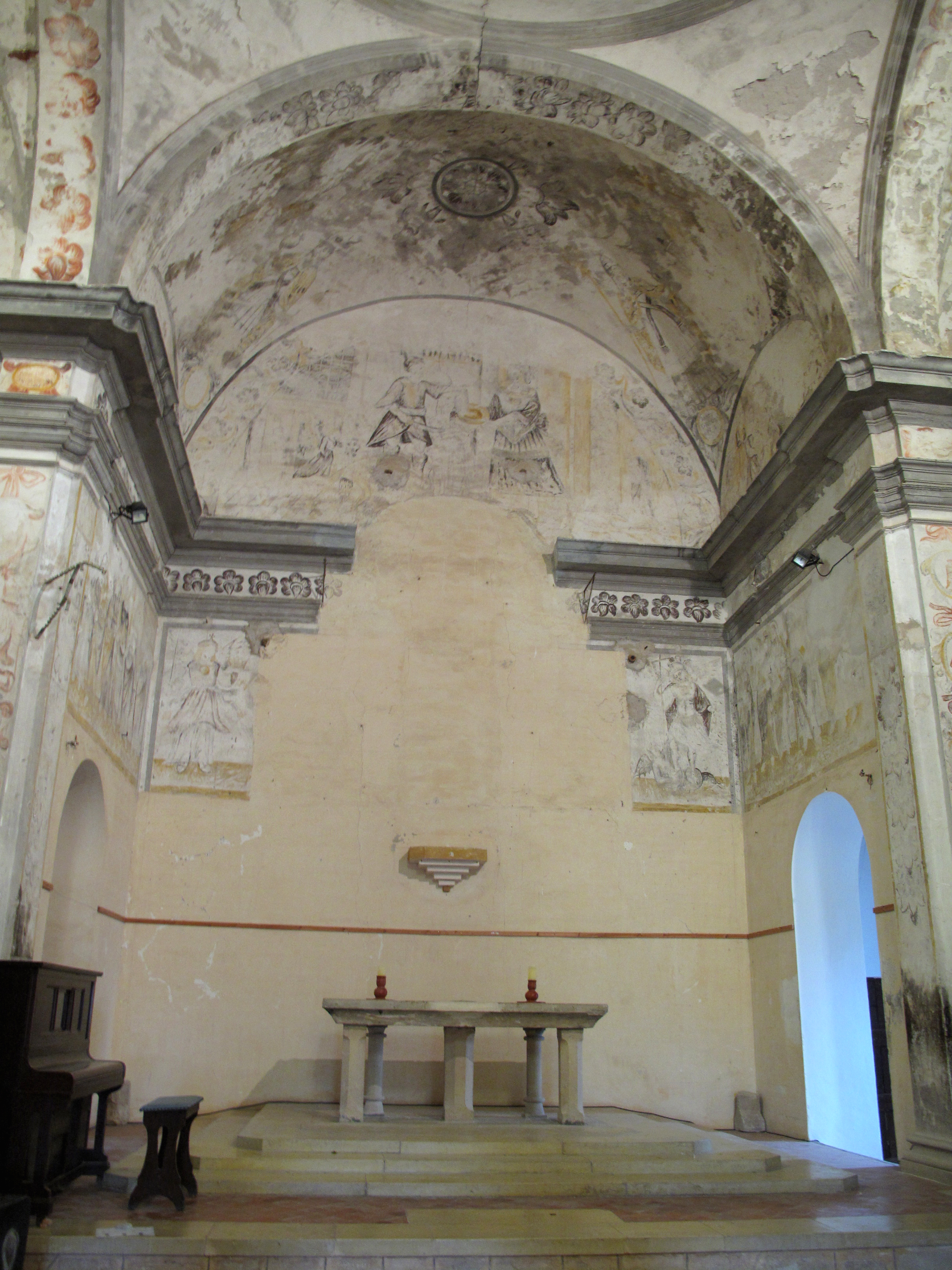
Ábside.
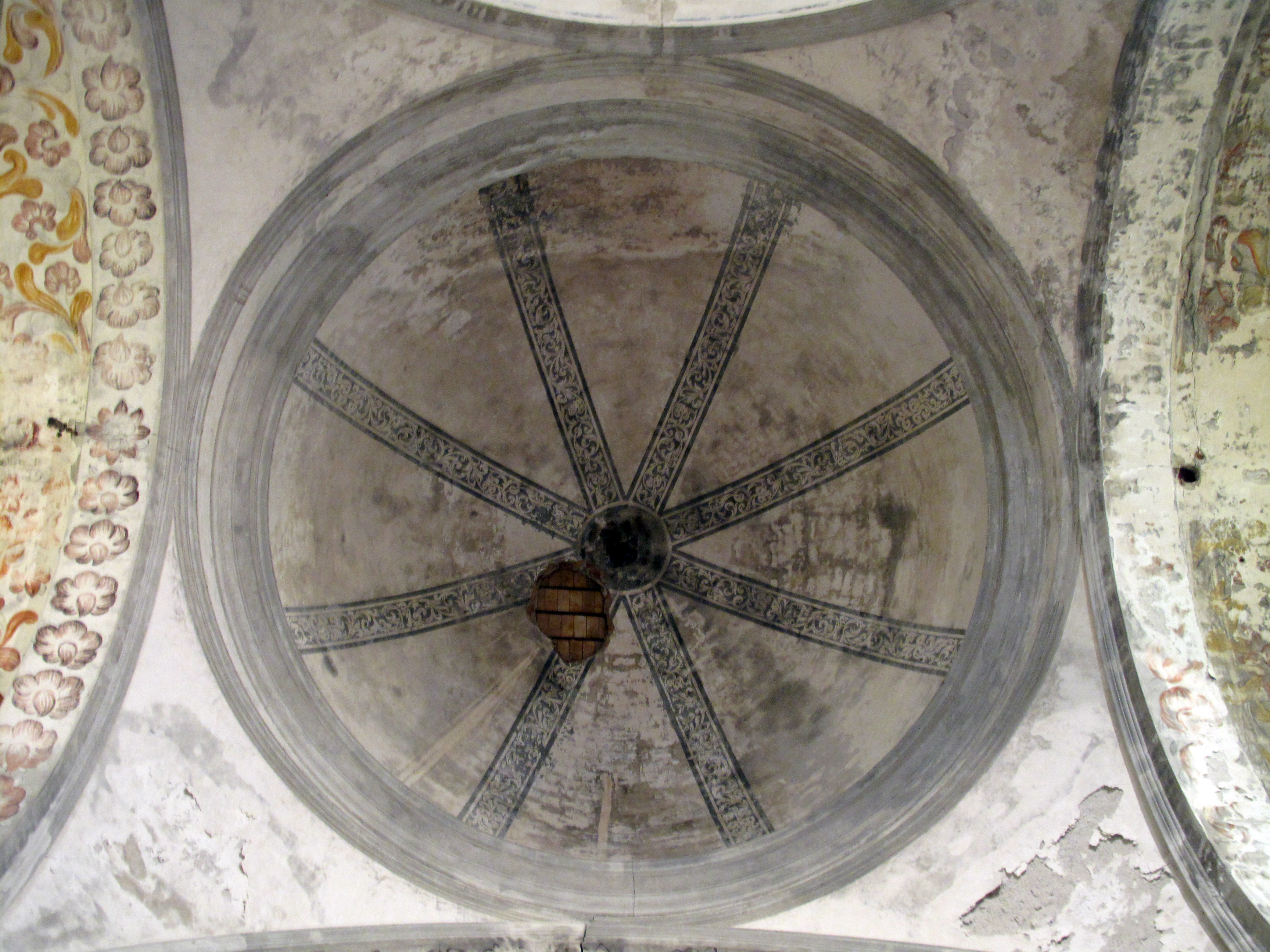
Cúpula.
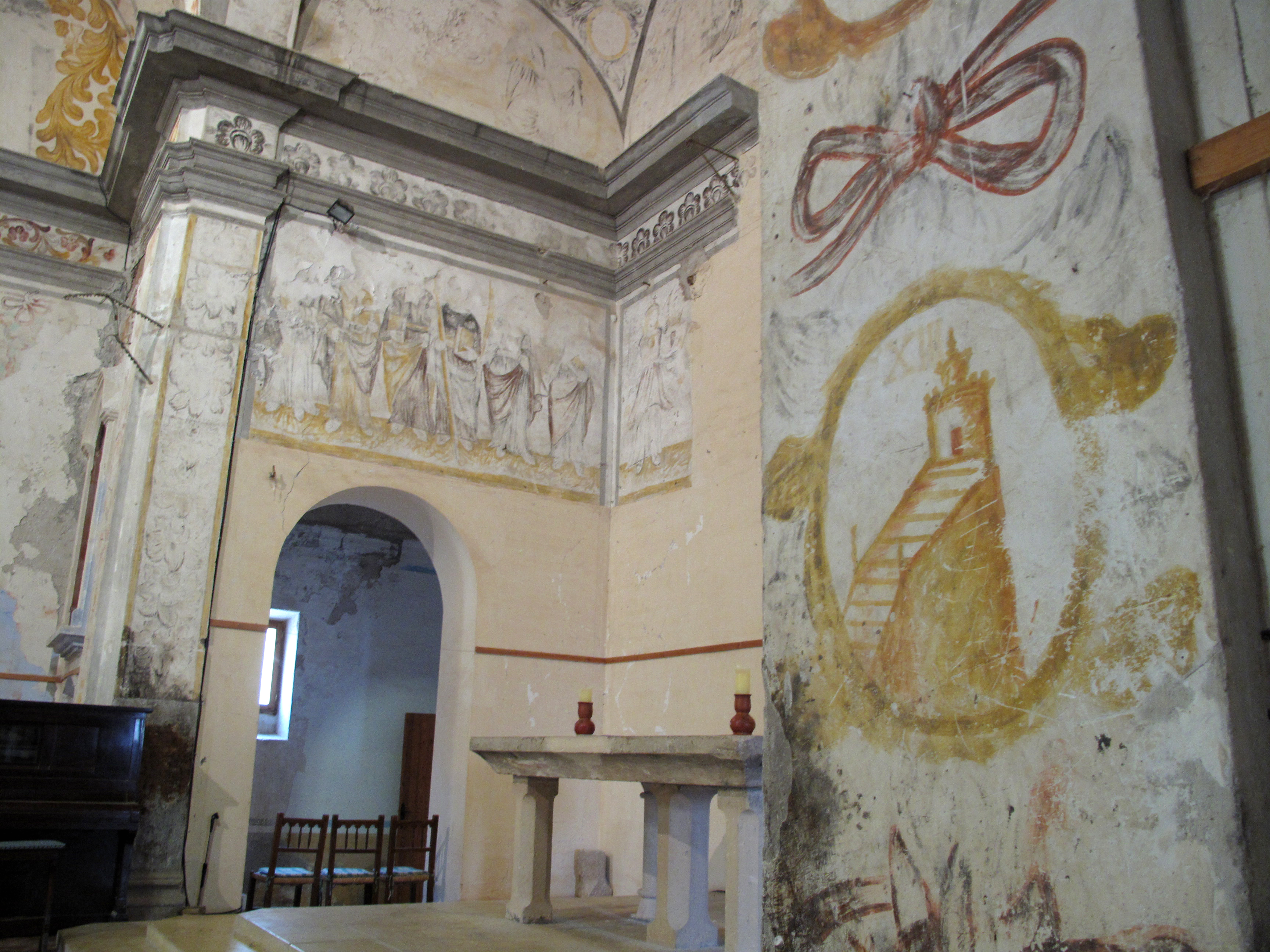
Detalle presbiterio y altar.
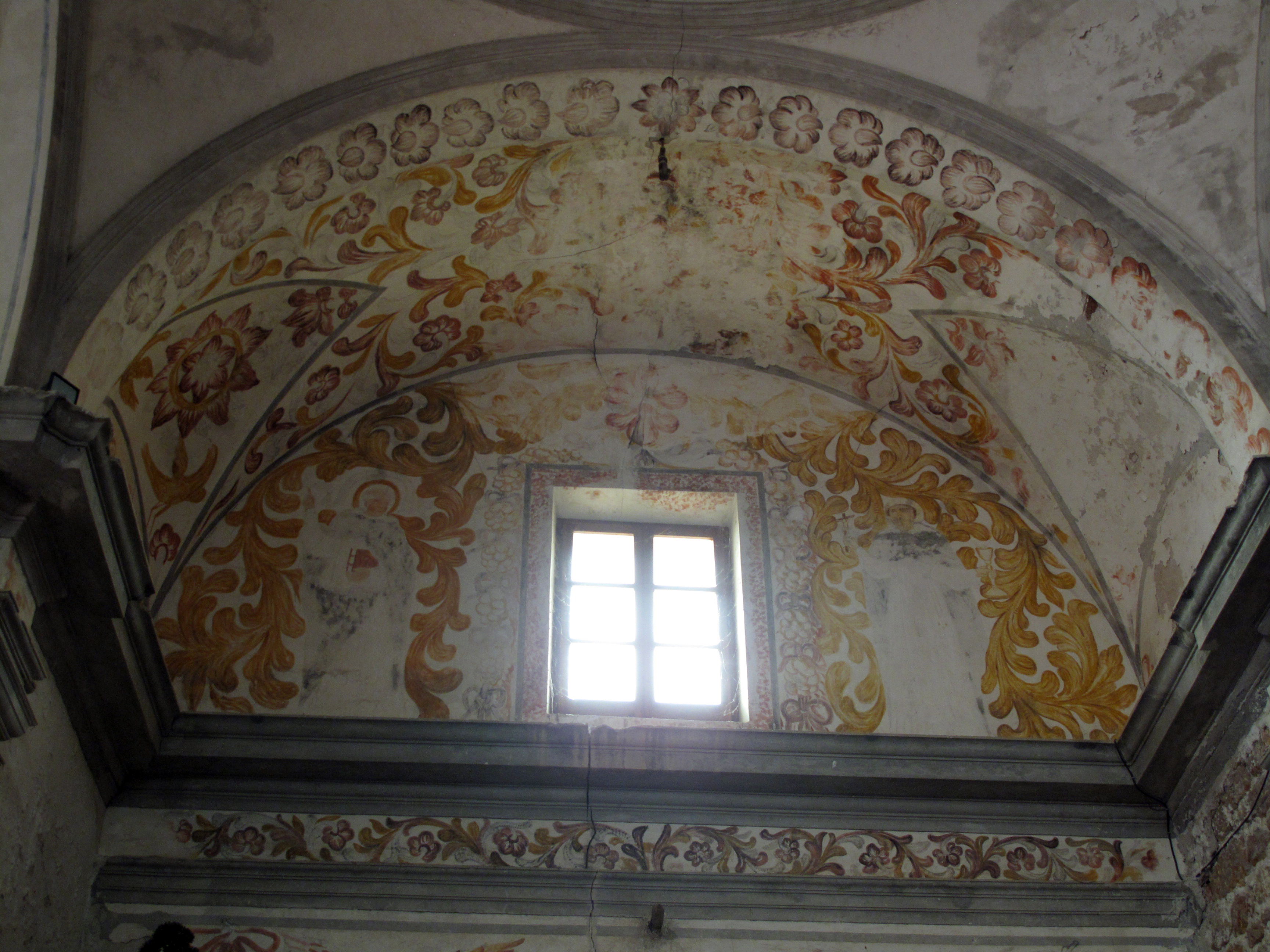
Iluminación interior y pinturas murales.

Tras los saqueos (de imágenes, retablos o sillería) y otros daños que había sufrido durante la Guerra Civil Española, la iglesia fue abandonada, hasta que en la década de 1980 se inició un proceso de restauración, que ha permitido poder utilizar el templo como sala de exposiciones, pese a que sólo se abre al público en Semana Santa, verano y fiestas puntuales.